# Berrow (Somerset)
Pour les articles homonymes, voir Berrow.
Berrow est une paroisse civile et un village du Somerset, en Angleterre.